# كوري غاميرو
كوري غاميرو (بالإنجليزية: Corey Gameiro)‏ مواليد 7 فبراير 1993 في ولونغونغ، نيوساوث ويلز، أستراليا، هو لاعب كرة قدم أسترالي. يلعب كمهاجم.

## مرحلة الشباب

### أندية لعب لها
- وولونغونغ

## المسيرة الاحترافية

### أندية لعب لها
- وولونغونغ
- نادي فولهام

## روابط خارجية
- كوري غاميرو على موقع قاعدة بيانات كرة القدم.إي يو (الإنجليزية)
- كوري غاميرو على موقع Soccerbase.com (لاعب) (الإنجليزية)
- كوري غاميرو على موقع Soccerway.com (الإنجليزية)
- كوري غاميرو على موقع عالم كرة القدم.نت (الإنجليزية)
- كوري غاميرو على موقع GSA (الإنجليزية)